# Драголюб Минич
Драголюб Минич (хорв. Dragoljub Minić/Драгољуб Минић; нар. 5 березня 1937,Подгориця — 5 квітня 2005, Новий Сад) — хорватський шахіст, гросмейстер від 1991 року.

## Шахова кар'єра
У 1960-х роках належав до числа провідних югославських шахістів. Неодноразово брав участь у фіналі чемпіонату країни, найбільшого успіху досягнувши 1962 року в Скоп'є, де разом з Александаром Матановичем посів 1-ше місце. Двічі виступив на шахових олімпіадах, завоювавши в командному заліку срібну (1962) і бронзову (1970) медалі, а також у 1961—1973 роках чотири рази взяв участь у командних чемпіонатах Європи, тричі (1961, 1965 і 1973) виборовши срібні медалі.
1969 року досягнув одного з найбільших успіхів на міжнародній арені, перемігши (разом з Мирославом Філіпом і Светозаром Глігоричем на зональному турнірі в Прая да Роха, завдяки чому пробився до міжзонального турніру 1970 року в Пальма-де-Майорці, на якому посів 16-те місце (серед 24 учасників). Досягнув низки інших успіхів, зокрема:
- поділив 2-ге місце в Белграді (1963, позаду Мілана Матуловича, разом із Драголюбом Чиричем),
- поділив 1-ше місце в Реджо-Емілії (1964/65, разом з Маріо Бертоком, Іштваном Білеком і Рудольфом Тешнером),
- поділив 1-3-тє місце у Варні (1967),
- посів 2-ге місце у Белграді (1968, позаду Енвера Букіча),
- посів 4-те місце в Амстердамі (1971, турнір IBM-B, позаду Яна Смейкала, Буркхарда Маліха і Ганса Гехта),
- поділив 1-ше місце в Загребі (1971, разом з Драженом Маровичем).
- поділив 1-2-ге місце в Приштині (1973),
- посів 1-ше місце у Вінковцях (1974).

1964 року ФІДЕ присудила йому звання міжнародного майстра, а в 1991 році — почесний титул гросмейстера, за результати, досягнуті в минулому.
Найвищий рейтинг Ело в кар'єрі мав станом на 1 липня 1971 року, досягнувши 2490 очок ділив тоді 82-94-те місце в світовому рейтинг-листі ФІДЕ, одночасно ділячи 8-13-те місце серед югославських шахістів..